# Open Your Heart (Birgitta Haukdal-låt)
Open Your Heart är en låt framförd av Birgitta Haukdal. Den är skriven av Haukdal själv i samarbete med Hallgrímur Óskarsson och Sveinbjörn I. Baldvinsson.
Låten var Islands bidrag i Eurovision Song Contest 2003 i Riga i Lettland. I finalen den 24 maj slutade den på åttonde plats med 81 poäng.